# Homossexualidade e mormonismo
A homossexualidade n'A Igreja de Jesus Cristo dos Santos dos Últimos Dias é vista como um conjunto de pensamentos, sentimentos e comportamentos, e não como uma condição inalterável. A igreja acolhe os seus membros oficialmente gays ou lésbicas sob certas condições. Ela ensina que os desejos e sentimentos homossexuais, embora por vezes são indesejados, podem e devem ser verificados e controlados. A lei da castidade, seguida pela igreja e que orienta os membros a não praticarem o sexo antes do casamento, é aplicada aos membros homossexuais da mesma forma. A prática da homossexualidade sem arrependimento está sujeita a excomunhão, assim como o adultério ou quebra da lei da castidade. No entanto, os membros da igreja que possuem tendências homossexuais permanecem dentro da igreja, desde que se abstenham da prática homossexual. Esses membros são constantemente acompanhados espiritualmente por seus líderes.
A posição da Igreja sobre a homossexualidade mudou ao longo dos anos, e apenas na década de 1990 começou, pela primeira vez, a reconhecer a existência de orientação sexual independentemente do ato de sodomia, que sempre foi considerado um pecado pelo movimento religioso. A Igreja condena a homossexualidade tanto masculina quanto feminina e também faz campanha contra a aplicação de leis que garantam o casamento legalizado para lésbicas e homens gays. De acordo com a Igreja, tais leis vão contra o princípio familiar, que na opinião da estrutura mundial, prejudicam a tradição do casamento heterossexual monogâmico. A questão do casamento entre pessoas do mesmo sexo continua a ser uma das primeiras batalhas políticas da Igreja.
A posição do movimento religioso é objeto de críticas por parte de associações para o reconhecimento de homossexuais que acreditam que a Igreja promove a homofobia por sua posição contrária sobre esta questão.
No dia 3 de novembro de 2015, a igreja alterou o Manual de Instrução - volume 1, item 16.13, sobre crianças morando com pais em relação homoafetiva, sendo ela adotada ou não. Elas só devem ser batizadas após atingir a maioridade legal e, somente se, não morar mais com os pais que estão em um relacionamento e/ou casamento homossexual. Além disso, a criança deve rejeitar a prática de casamento ou coabitação homossexual. Quando o fato se tornou público, milhares de pessoas pediram excomunhão nos EUA. A igreja afirma que essa política de batismo visa proteger a criança.

## Histórico

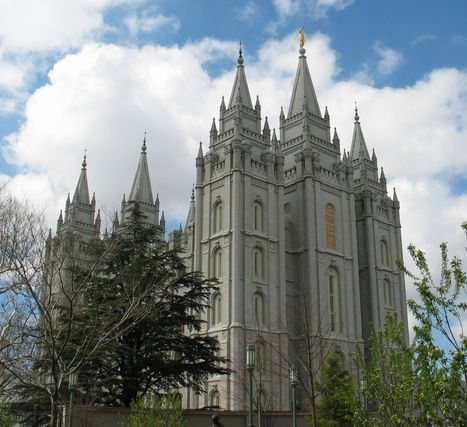
Nos templos mórmons são realizados casamentos eternos.

Desde o seu início, a igreja tem enfatizado a importância do casamento, embora o Livro de Mórmon e Doutrina e Convênios, duas publicações que a Igreja considera sagrada, não se refira claramente sobre essa questão. Doutrina e Convênios afirma que, para atingir o mais alto grau do reino celestial, homens e mulheres deve casar-se no templo. Embora a igreja tenha permitido a poligamia no século XIX, através de sua doutrina de casamento plural (que viria a ser revertida), relações sexuais fora do casamento sempre foram proibidas. A imoralidade sexual é considerada no Livro de Mórmon como "o mais abominável de todos os pecados, atrás somente do derramamento de sangue inocente e negação do Espírito Santo."
A Bíblia, também considerada sagrada pelos mórmons assim como o Livro de Mórmon, tal como interpretado por alguns cristãos conservadores, proibia a homossexualidade dizendo: "Não te deitarás com varão, como se fosse mulher: é abominação." A Tradução de Joseph Smith da Bíblia é interpretada por alguns como um esclarecimento sobre os ensinamentos da Bíblia em relação a homossexualidade. Na história de Lot, a tradução torna clara a intenção da cidade de Sodoma: "Pelo que disse ao homem, teremos os homens, e tuas filhas também, e vamos fazer com eles como nós vos parecer bem. Agora este foi depois da maldade de Sodoma;". embora, esta interpretação esteja em conflito com outros versículos do Antigo Testamento, como o Livro de Ezequiel, que ensina claramente que o orgulho foi o principal pecado de Sodoma. Michael Quinn sugeriu que os líderes da igreja primitiva tinha uma visão mais tolerante da homossexualidade, mas Gordon B. Hinckley, o 15º presidente da Igreja Mórmon, declarou que os profetas sempre consideraram a homossexualidade como um "pecado grave."

## Teologia atual e política
Em 1997, o Presidente Gordon B. Hinckley, presidente anterior da Igreja, oficialmente saudou os gays membros da igreja, e afirmou-los como pessoas de bem em uma entrevista:
| “ | Agora temos gays na igreja. Boas pessoas. Nós não tomamos nenhuma medida contra essas pessoas - desde que não se envolvam em transgressão, a transgressão sexual. Se o fizerem, nós fazemos com eles exatamente o que faríamos com os heterossexuais que transgridem. | ” |

A Igreja ensina que os problemas de homossexuais podem ser superados "através da fé em Deus, o arrependimento sincero e esforço persistente.  "relações homossexuais" está incluído na lista da igreja de "transgressões graves" que pode resultar em um conselho disciplinar e, se a pessoa não desistir, excomunhão (LDS Church 1998, p. 95). A Igreja define "transgressões graves" como: assassinato, estupro, abuso sexual, adultério, prostituição, relações homossexuais, o abandono deliberado das responsabilidades familiares, assalto, roubo, furto, apropriação indébita, tráfico de drogas, fraudes, estelionato, incentivo a práticas condenadas pela Igreja, perjúrio e falso juramento "(LDS Church 1998, p. 95).

### Terminologia utilizada pela igreja
Embora não exista uma política oficial para o efeito, alguns líderes da igreja afirmaram que homossexuais, gays e lésbicas devem ser usados como adjetivos para descrever os pensamentos, sentimentos e comportamentos, e nunca como substantivos para descrever as condições ou as pessoas. Isto segue de uso habitual pelo New York Times e Washington Post. Os líderes da Igreja e organizações têm feito referência à homossexualidade como uma orientação sexual, mas ainda não se referiram à bissexualidade.
Problemas de homossexuais são definidos como "pensamentos homoeróticos, sentimentos ou comportamentos." Ao descrever pessoas com sentimentos homossexuais, a Igreja, muitas vezes dizem que têm atrações pelo mesmo sexo. Isso é usado em contraste com pessoas que têm problemas com a atração pelo sexo oposto.

### Inclinações homossexuais

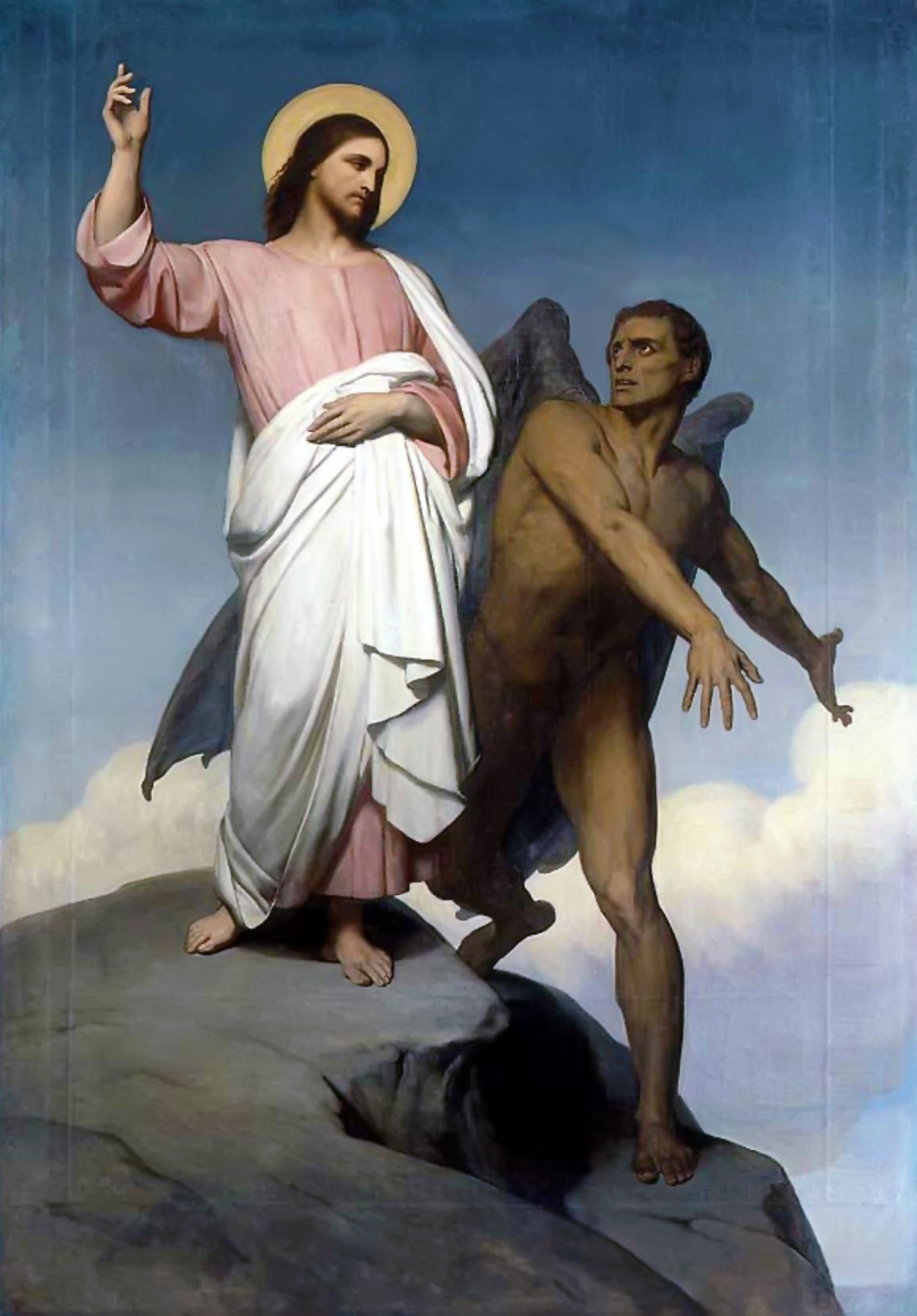
A Igreja SUD usa o exemplo de Jesus Cristo sendo tentado por Satanás como um exemplo de como os homossexuais podem evitar sua sexualidade.

A Igreja não condena o que chama de "suscetibilidades", "inclinações" ou "tentações" de qualquer tipo que não são postas em prática, apontando o exemplo das tentações de Jesus Cristo. Casamento heterossexual é ainda considerado um pacto sagrado que não deve ser perseguido, se os sentimentos homossexuais não estão sendo controlados. Aqueles com a atração pelo mesmo sexo são encorajados a conversar com seu líder eclesiástico. Eles são incentivados a não deixar que sua orientação um fator decisivo na sua vida, mas para que tome decisões que possam ampliar os seus horizontes para além da sua orientação. Eles devem ter cuidado para não culpar os pais. No entanto, os líderes da igreja reconhecem a possível solidão e a dificuldade que as pessoas com inclinações homossexuais podem ter em relação a guardar os mandamentos de Deus. Os líderes incentivam os membros a alcançá-los.
A Igreja não participa de debates sobre a homossexualidade, afirmando que esses debates são melhor supervisionados pela ciência Eles admitiram que a homossexualidade não é escolhida por quem a possui. Líderes da Igreja citam constantemente pesquisas científicas, no entanto, eles ensinam que estas inclinações não continuarão para além da morte e que o gênero e os papéis de gênero são uma característica eterna e essencial de uma alma.

### Sentimentos homossexuais
A Igreja ensina que todos os membros devem assumir a responsabilidade de refrear os seus pensamentos, atitudes, sentimentos, desejos e paixões. Os membros são ensinados a evitar qualquer conversa ou atividade que pode despertar sentimentos sexuais. Eles são ensinados a controlar seus pensamentos incessantemente. Por meio da Expiação de Jesus Cristo, todo o desejo de pecado pode ser alterado e os indivíduos podem experimentar uma paz duradoura.
Para aqueles com a atração pelo mesmo sexo, os líderes têm aconselhado a "linha da prudência entre a sensibilidade e os sentimentos." A Igreja ensina que todos possuímos sentimentos que não escolhemos, e sentimentos homossexuais podem ser poderosos e de difícil controle , mas independentemente das causas, estas questões podem ser controladas e, eventualmente, superadas. Mesmo que não haja nenhuma disciplina da igreja para homossexuais, pensamentos ou sentimentos, a Igreja ensina que eles devem aprender a aceitar a responsabilidade de sentimentos homossexuais.
Os membros não devem entrar em atividades que vão intensificar os sentimentos homossexuais, como a pornografia, masturbação e comportamento homossexual. Relacionamentos pouco saudáveis, tais como aqueles com as pessoas que incentivam o sexo, deve ser evitado. O Bispo deve ser cuidadoso para não criar circunstâncias em que as pessoas homossexuais sejam expostas a tentações.

## Relações externas
- Deus Ama Seus Filhos
- Ajudar Os Que Lutam Contra a Atração pelo Mesmo Sexo
- Atração por Pessoas do Mesmo Sexo
- Same-Gender Attraction
- Para o Vigor da Juventude
- A Família – Proclamação ao Mundo